# Fromage colonial

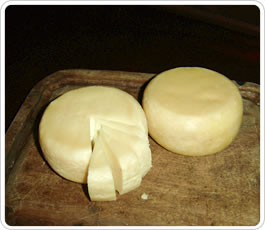
Fromage de colonie

Le fromage de colonie (en portugais : queijo de colônia, prononcé [ˈkejʒu dʒi koˈlõɲɐ]) est un type de fromage fabriqué dans les hautes terres de l'État brésilien de Rio Grande do Sul. C'est l'une des icônes de la cuisine sud-brésilienne, également produite dans l'État de Santa Catarina.

## Production
Ce fromage est produit artisanalement, généralement dans les zones rurales des hauts plateaux, habitées par des immigrants allemands et italiens. Lorsqu'ils commencèrent à produire ce fromage, ils apportèrent aussi leurs traditions fromagères. Son bas coût de production provient de sa composition simple, principalement du lait, du sel et des enzymes de lait. Il passe généralement dans un processus de maturation qui peut durer plusieurs mois. Le vieillissement donne au fromage sa caractéristique la plus frappante : un intérieur légèrement épicé et doux, une saveur complexe et entourée par une écorce solide et jaune. Plus le fromage vieillit, plus sa croûte devient épaisse et dure, rendant le goût de ce produit plus piquant et frappant.
Il peut y avoir formation de petites moisissures blanches dans sa partie externe, mais sans préjudice à la qualité du produit. Ce problème peut être résolu en stockant le fromage dans un environnement de faible humidité relative. Habituellement, ce fromage est consommé cuit avec du vin rouge ou avec des pizzas, des lasagnes et autres pâtes.

## Caractéristiques
- Description: légèrement épicé, lactique au goût, proche de la pâte, de couleur jaune pâle. Produit sans l'utilisation de colorants ou de conservateurs.
- Consistance: dur ou semi-dur à l'extérieur. Souple, intérieur assez crémeux, montrant une bonne élasticité. Facilement tranché et bien fondu lorsqu'il est soumis à la chaleur.
- Forme: cylindrique et plat, poids compris entre 800 grammes et 4 kilogrammes.